# Doaktown
Doaktown est un village du Comté de Northumberland situé au centre du Nouveau-Brunswick.

## Toponyme
Doaktown est nommé ainsi en l'honneur de Robert Doak (mort en 1857), un Écossais qui s'y établit vers 1812.

## Géographie

### Situation

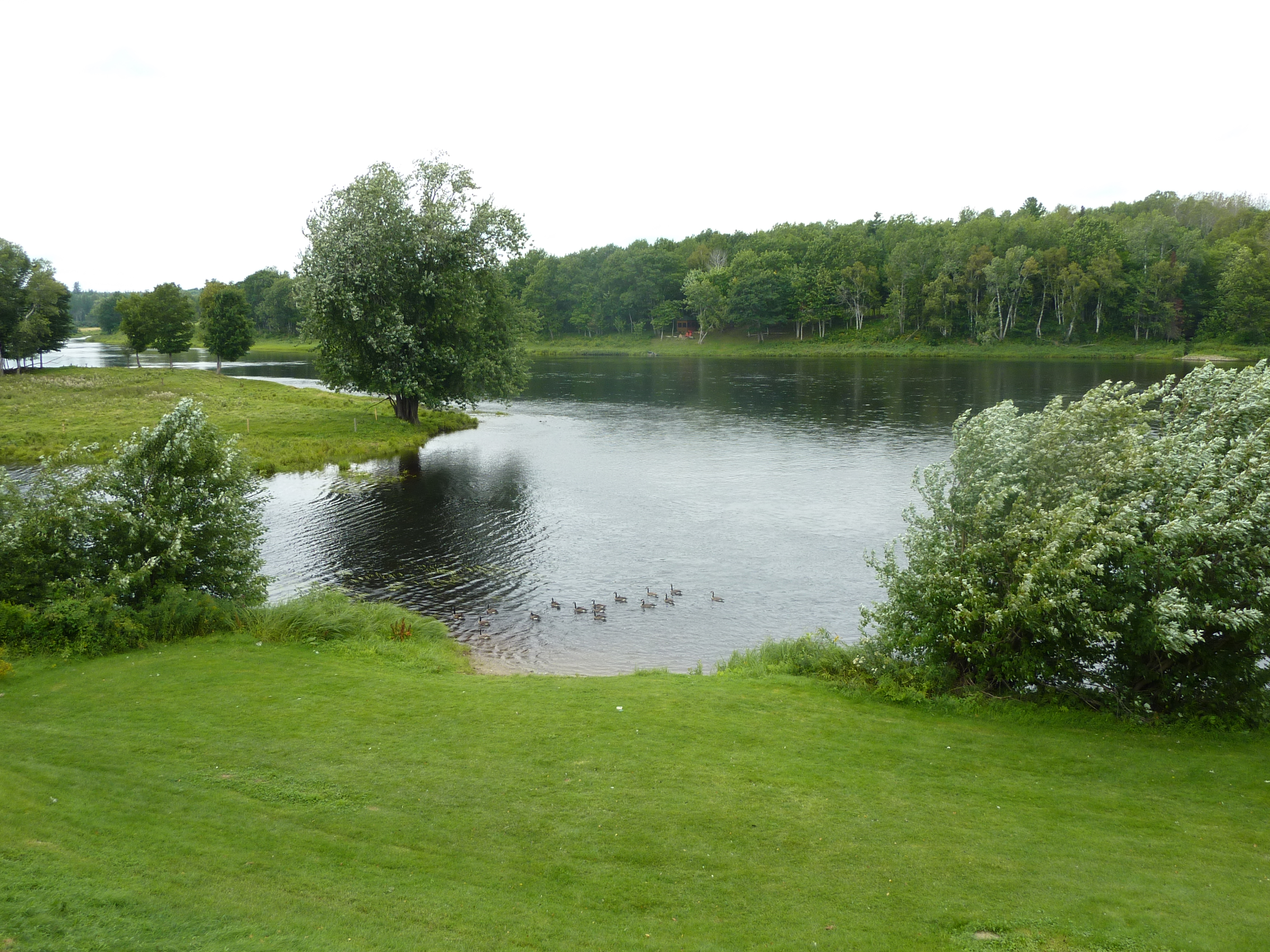
Le fleuve Miramichi à Doaktown.

Doaktown est situé à 80 kilomètres de route au sud-ouest de Miramichi et à 100 kilomètres au nord-est de Fredericton. Le village se trouve dans la vallée de la Miramichi, plus précisément au bord de la rivière Miramichi Sud-Ouest (en), dans le comté de Northumberland. Le village a une superficie de 28,74 km2.
Doaktown est bordé par la communauté rurale d'Upper Miramichi à l'ouest et par le DSL de la paroisse de Blissfield sur les autres côtés.
Le village est situé le long de la route 8, qui le relie à Miramichi à l'est et à Fredericton à l'ouest. La route 123 constitue un accès secondaire par le sud. Le pont piétonnier de McNamme/Priceville est le plus long du Nouveau-Brunswick, avec ses 200 mètres.
Les chutes Fall Brook sont situées à proximité; avec une hauteur de 30 mètres, elles sont les plus hautes de la province.

### Logement
Le village comptait 429 logements privés en 2006, dont 390 occupés par des résidents habituels. Parmi ces logements, 83,3 % sont individuels, 0,0 % sont jumelés, 0,0 % sont en rangée, 0,0 % sont des appartements ou duplex et 9,0 % sont des immeubles de moins de cinq étages. Enfin, 6,4 % des logements entrent dans la catégorie autres, tels que les maisons-mobiles. 76,9 % des logements sont possédés alors que 23,1 % sont loués. 82,1 % ont été construits avant 1986 et 6,4 % ont besoin de réparations majeures. Les logements comptent en moyenne 6,7 pièces et 0,0 % des logements comptent plus d'une personne habitant par pièce. Les logements possédés ont une valeur moyenne de 135 100 $, comparativement à 119 549 $ pour la province.

### Climat
Doaktown bénéficie d'un climat continental humide. Le mois le plus chaud a une température moyenne de 19,1 °C et le plus froid une température de −10,7 °C. Le village reçoit 1 200 mm de précipitation annuellement dont 300 cm de neige. La journée la plus chaude fut le 10 juillet 1955, avec 38,3 °C et la plus froide fut le 18 février 1967, avec −40 °C. La journée ayant eu le plus de précipitations fut le 27 mai 1961, avec 90,2 mm de pluie. Le 31 janvier 1992 a le record de neige, avec 60 centimètres, alors que la plus importante accumulation a eu lieu en mars 1982, avec 246 cm.
| Mois                              | jan.  | fév.  | mars | avril | mai   | juin | jui.  | août | sep. | oct. | nov.  | déc.  | année   |
| --------------------------------- | ----- | ----- | ---- | ----- | ----- | ---- | ----- | ---- | ---- | ---- | ----- | ----- | ------- |
| Température minimale moyenne (°C) | −16,6 | −15,8 | −9,2 | −2,1  | 3,9   | 9,1  | 12,4  | 11,5 | 6,6  | 1,1  | −3,7  | −12,2 | −1,3    |
| Température moyenne (°C)          | −10,7 | −9,4  | −3,3 | 3,5   | 10,6  | 16   | 19,1  | 18,1 | 13   | 6,7  | 0,5   | −7,1  | 4,8     |
| Température maximale moyenne (°C) | −4,7  | −3    | 2,6  | 9,1   | 17,3  | 22,8 | 25,7  | 24,8 | 19,3 | 12,3 | 4,7   | −2    | 10,7    |
| Précipitations (mm)               | 105,2 | 75,9  | 95,3 | 82,1  | 104,5 | 96,1 | 102,7 | 88,6 | 93,3 | 97,6 | 102,8 | 105,9 | 1 150,1 |
| dont neige (cm)                   | 73    | 53,2  | 55,8 | 22,4  | 0,8   | 0    | 0     | 0    | 0    | 1,2  | 20,9  | 59,4  | 286,7   |

## Histoire
Royaume-Uni de Grande-Bretagne et d'Irlande (1801-1867)

Doaktown est fondé vers 1800 par des Écossais en provenance de l'Ayrshire et sous la supervision de Robert Doak.
Des ruines en amont de Doaktown étaient à l'origine considérées comme celles d'un village acadien datant d'après 1758 mais William Francis Ganong rapporte que c'est faux.
En 1825, Doaktown est touché par les Grands feux de la Miramichi, qui dévastent entre 10 000 km2 et 20 000 km2 dans le centre et le nord-est de la province et tuent en tout plus de 280 personnes,.
Le pont piétonnier de McNamme/Priceville est construit en 1938. Le pont piétonnier s'effondre durant la débâcle printanière de 1939, tuant trois personnes. Il est reconstruit l'année même. L'école élémentaire Doaktown est inaugurée en 1953. Doaktown est constitué en municipalité le 9 novembre 1966. Le magasin de la Société des alcools du Nouveau-Brunswick ferme ses portes en 1997 pour être remplacé par une franchise. Le pont piétonnier est reconstruit une deuxième fois en 1998.
Une partie du DSL de la paroisse de Blissfield est fusionné le 1er janvier 2023 à la ville de Doaktown.

## Démographie
(juillet 2016).
Il y avait 955 habitants en 2001, comparativement à 986 en 1996, soit une baisse de 3,1 %. Le village compte 417 logements privés, a une superficie de 28,74 km2 et une densité de la population de 33,2 habitants au km².
| 1981  | 1986 | 1991 | 1996 | 2001 | 2006 | 2011 | 2016 |
| ----- | ---- | ---- | ---- | ---- | ---- | ---- | ---- |
| 1 042 | 999  | 993  | 986  | 955  | 888  | 793  | 792  |

## Administration
(juillet 2022).

### Conseil municipal
Le conseil municipal est formé d'un maire et de quatre conseillers généraux. Le mandat des élus dure quatre ans. Le conseil précédent est formé à la suite de l'élection du 12 mai 2008. Le conseil municipal actuel est élu lors de l'élection quadriennale du 14 mai 2012.
Conseil municipal actuel
| Mandat      | Fonctions   | Nom(s)                                                           |
| ----------- | ----------- | ---------------------------------------------------------------- |
| 2018 - 2022 | Maire       | Jeff Porter                                                      |
| 2018 - 2022 | Conseillers | Wayne N. Fowler, Paul M. Gillespie, Carl Price, Arthur O’Donnell |

Anciens conseils municipaux
| Mandat      | Fonctions   | Nom(s)                                                                      |
| ----------- | ----------- | --------------------------------------------------------------------------- |
| 2012 - 2016 | Maire       | Beverly K. Gaston                                                           |
| 2012 - 2016 | Conseillers | Wayne N. Fowler, Paul M. Gillepsie, Jeff D. Porter et Tanya Jane Robichaud. |

| Mandat      | Fonctions   | Nom(s)                                                                   |
| ----------- | ----------- | ------------------------------------------------------------------------ |
| 2008 - 2012 | Maire       | Charles Eric Stewart                                                     |
| 2008 - 2012 | Conseillers | Wayne N. Fowler, Paul Malcom Gillepsie, Carl R. Price, Scott E. Stewart. |

|  | Indépendant | Kenneth J. Robinson          | 1967-1971     |
|  | Indépendant | E. Clarence Taylor           | 1971-1980     |
|  | Indépendant | Benson H. Parker             | 1980-1986     |
|  | Indépendant | Helen M. C. Taylor           | 1986-1988     |
|  | Indépendant | Benson H. Parker             | 1988-1995     |
|  | Indépendant | James W. Porter              | 1995-2004     |
|  | Indépendant | Charles « Sonny » E. Stewart | 2004-2012     |
|  | Indépendant | Beverly K. Gaston            | 2012-2018     |
|  | Indépendant | Jeff Porter                  | 2018-en cours |

### Représentation et tendances politiques
Doaktown est membre de l'Union des municipalités du Nouveau-Brunswick.
 Nouveau-Brunswick : Doaktown fait partie de la circonscription provinciale de Miramichi-Ouest, qui est représentée à l'Assemblée législative du Nouveau-Brunswick par Mike Dawson, du Parti progressiste-conservateur. Il fut élu pour la première fois lors d'une élection partielle en 2022.
 Canada : Doaktown fait partie de la circonscription électorale fédérale de Miramichi—Grand Lake, qui est représentée à la Chambre des communes du Canada par Jake Stewart, du Parti conservateur. Il fut élu lors de la 44e élection fédérale, en 2021.

## Économie
Entreprise Miramichi, membre du Réseau Entreprise, a la responsabilité du développement économique.
J.D. Irving opère une scierie traitant le pin blanc d'Amérique ainsi qu'une usine de produits de bois spéciaux.

## Vivre à Doaktown
Doaktown possède deux écoles publiques anglophones faisant partie du district scolaire #18. Les élèves fréquentent tout d'abord l'école primaire Doaktown de la maternelle à la 3e année avant d'aller à l'école secondaire Doaktown Consolidated jusqu'en 12e année.
La bibliothèque communautaire scolaire de Doaktown se trouve à l'école secondaire centrale. Doaktwon possède aussi un poste d'Ambulance Nouveau-Brunswick, une caserne de pompiers et un bureau de poste.
Le village possède un poste de la Gendarmerie royale du Canada. Il dépend du district 6, dont le bureau principal est situé à Blackville.
Doaktown possède un aérodrome privé, dont le code OACI est CDU6. Il a une piste en asphalte longue de 3 998 pieds.
Les anglophones bénéficient du quotidien Telegraph-Journal, publié à Saint-Jean et de l'hebdomadaire Miramichi Leader, publié à Miramichi. Les francophones bénéficient quant à eux du quotidien L'Acadie nouvelle, publié à Caraquet, ainsi que de l'hebdomadaire L'Étoile, de Dieppe.

### Sport, parcs et loisirs
Le village bénéficie du Old Mill Pond Golf Club, un parcours de 9 trous. Le village possède aussi un aréna.
Il y a un club de VTT, un club de curling et un club de motoneige. Un club de tir est situé à Ludlow, dans Upper Miramichi.

### Religion
Doaktown compte huit lieux de culte chrétiens, soit l'église pentecôtiste First Pentecostal Church, l'église Miramichi Valley, l'église wesleyenne méthodiste Miramichi Valley, l'église catholique romaine Our Lady of the Annunciation, l'église anglicane St. Andrew's, l'église unie St. Thomas, l'église baptiste unie et l'église pentecôtiste unie.

## Culture

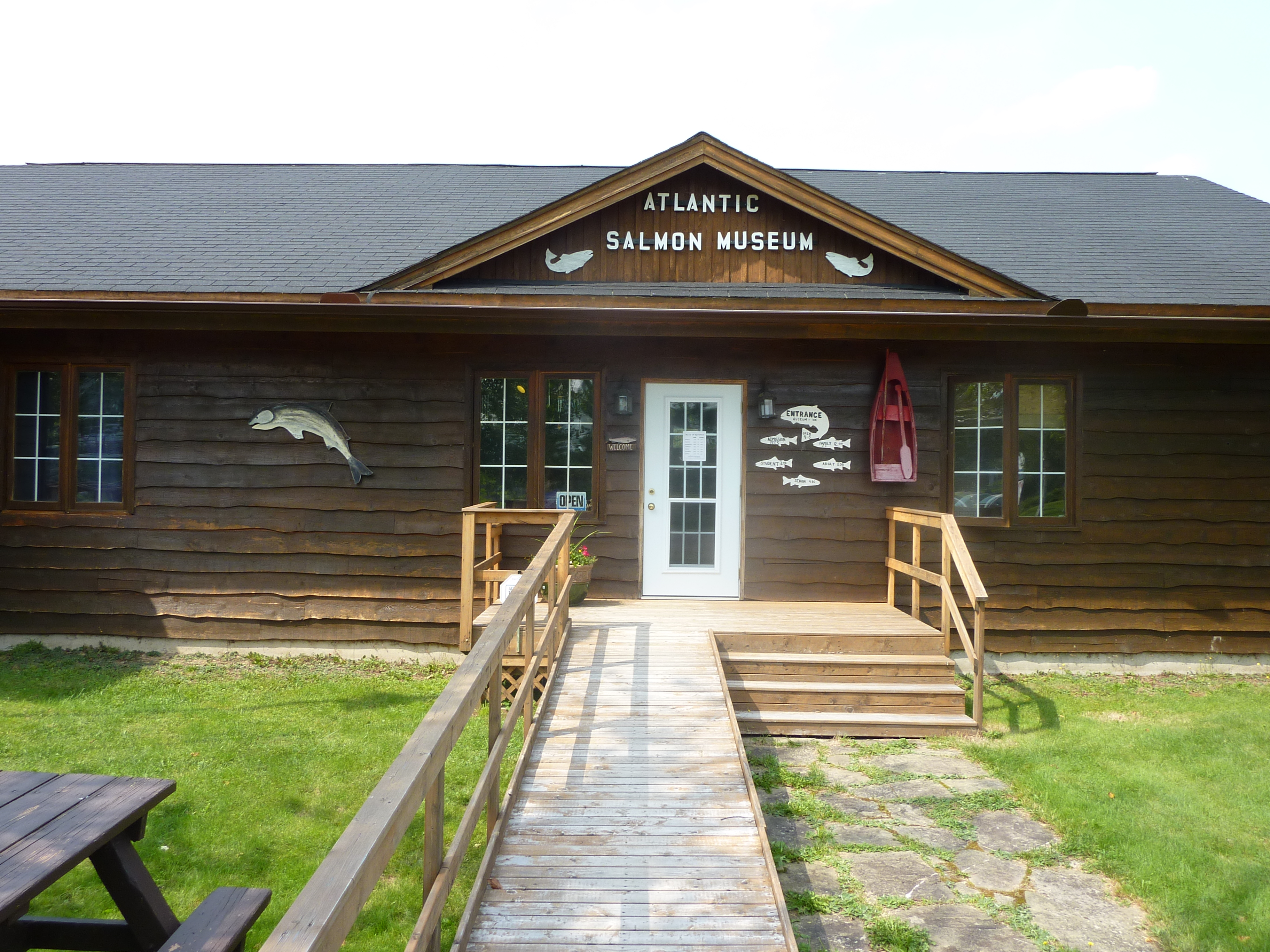
Le musée du saumon de l'Atlantique.
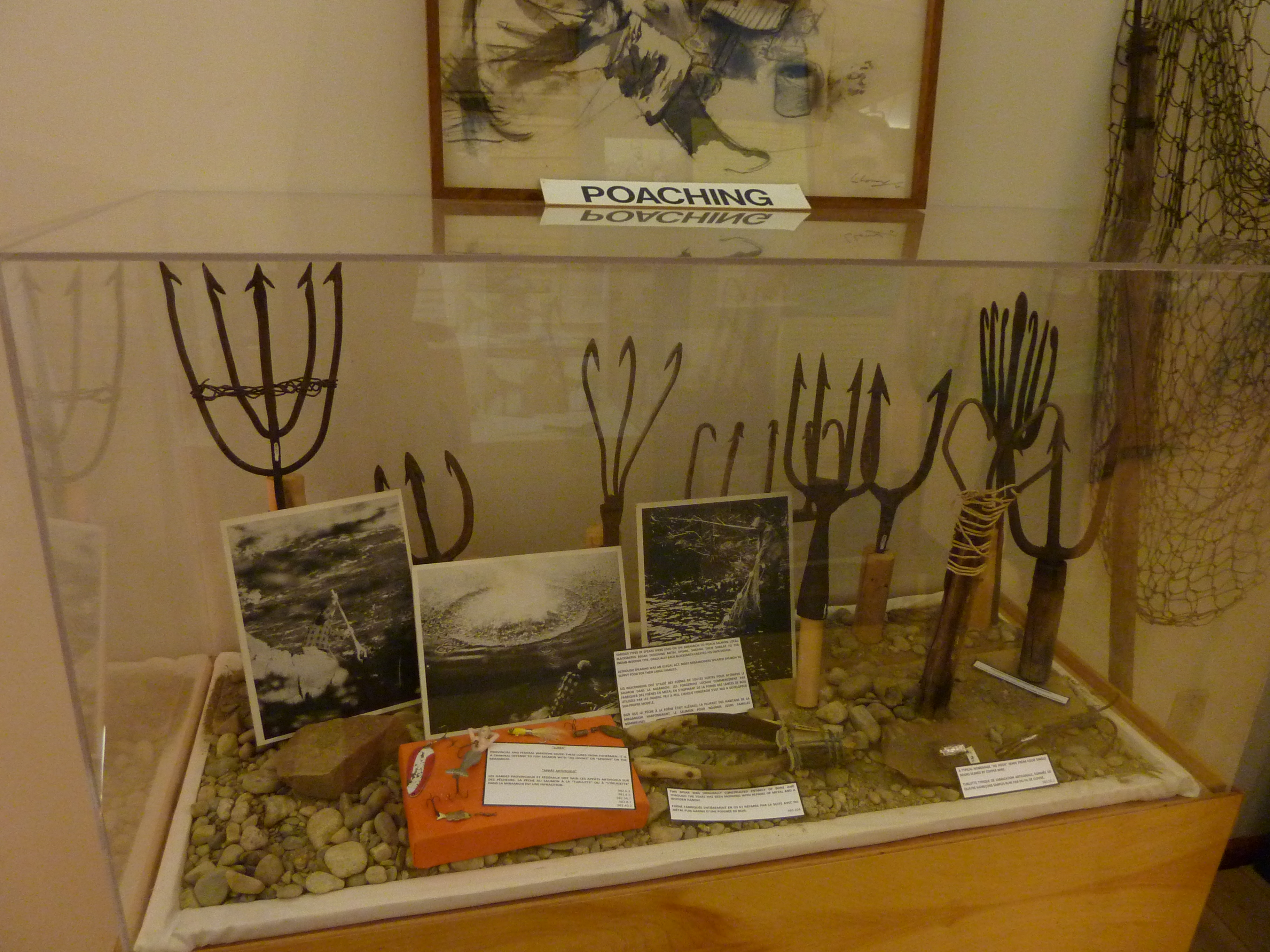
Un présentoir du musée.
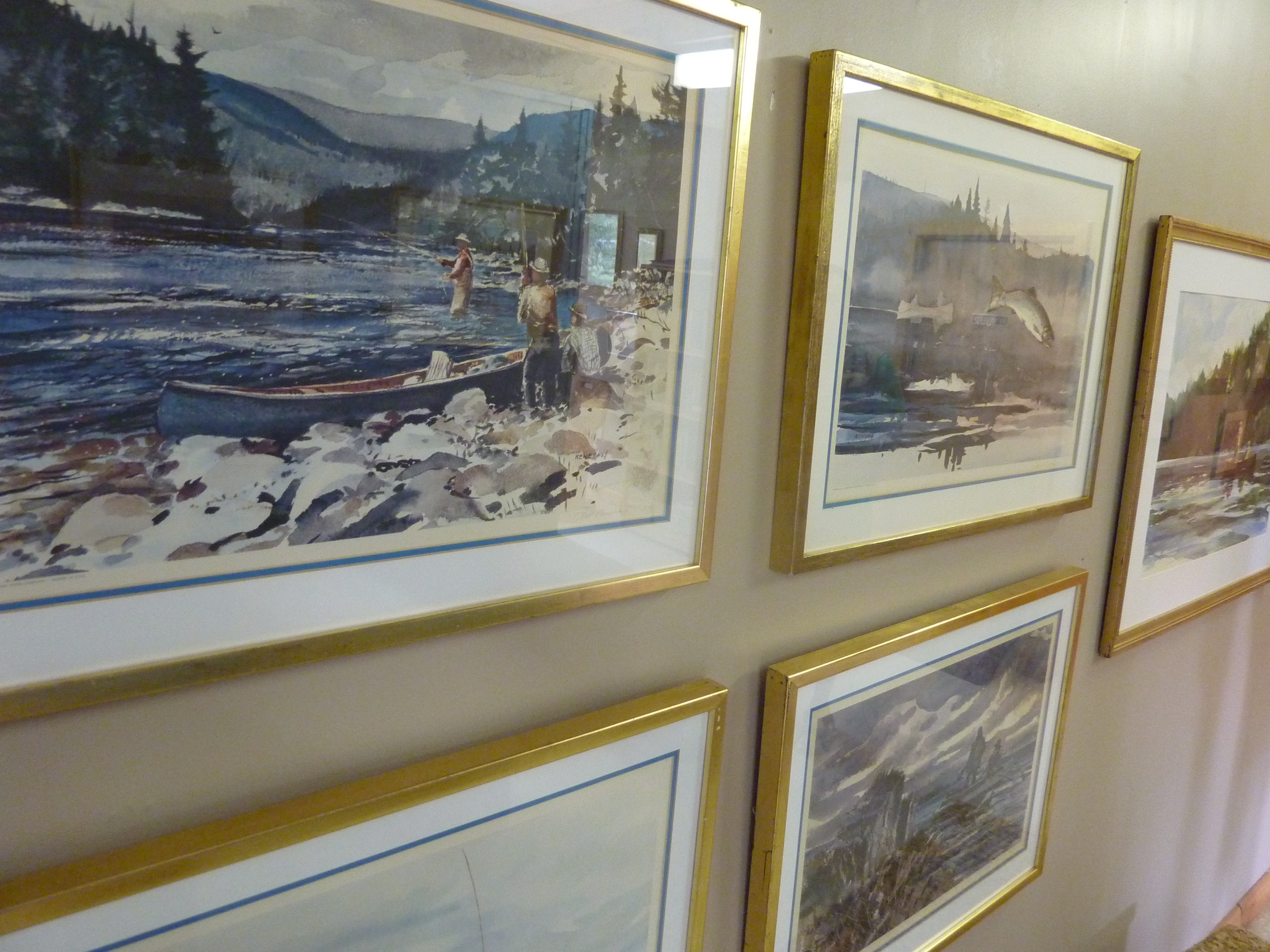
Œuvres d'art exposées au musée.

### Langues
Selon la Loi sur les langues officielles, Doaktown est officiellement anglophone puisque moins de 20 % de la population parle le français.

### Personnalités
- Robert Doak (1785-1857), homme d'affaires, fermier, fonctionnaire et juge de paix

### Architecture et monuments

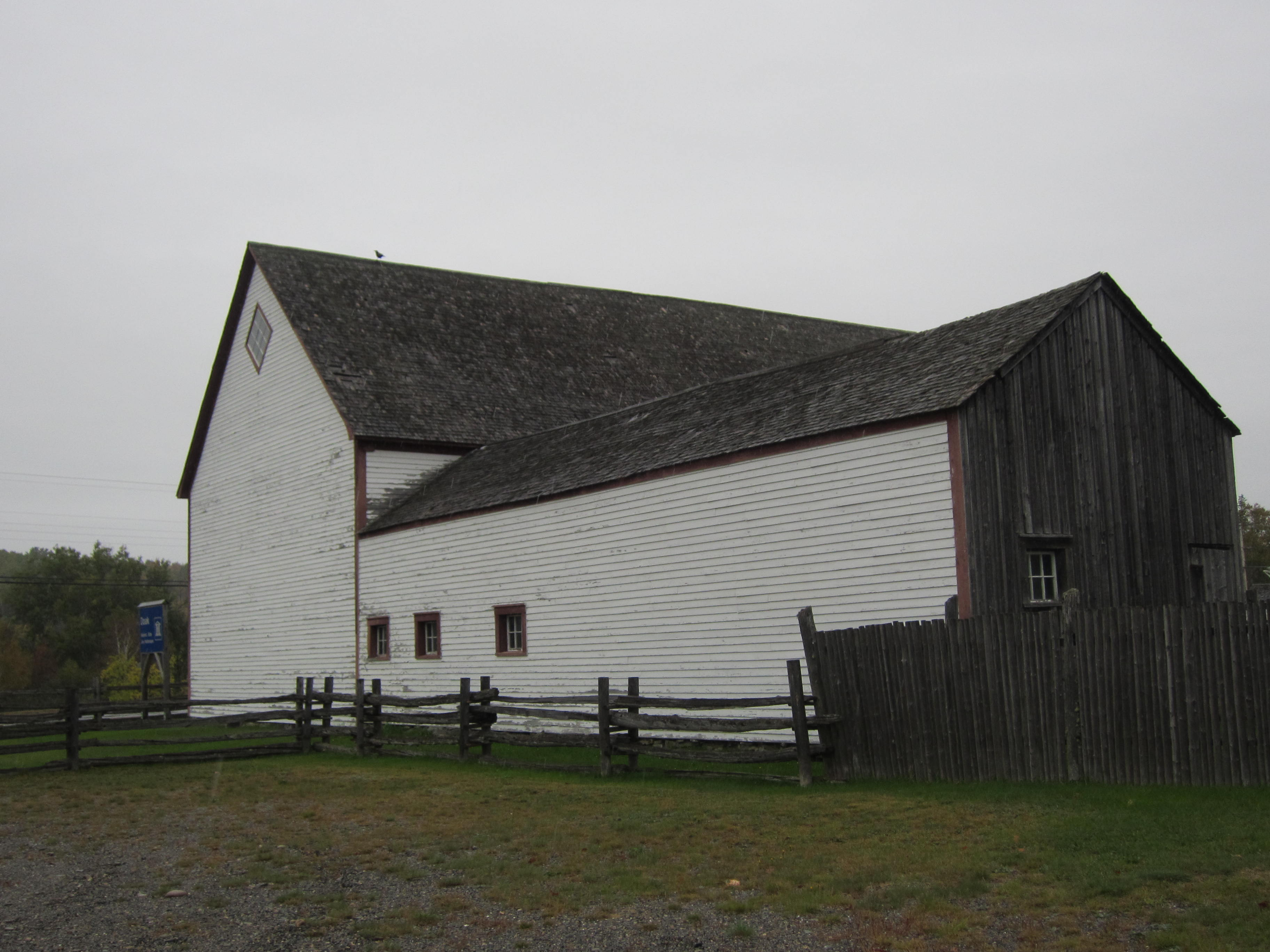
La maison Doak.

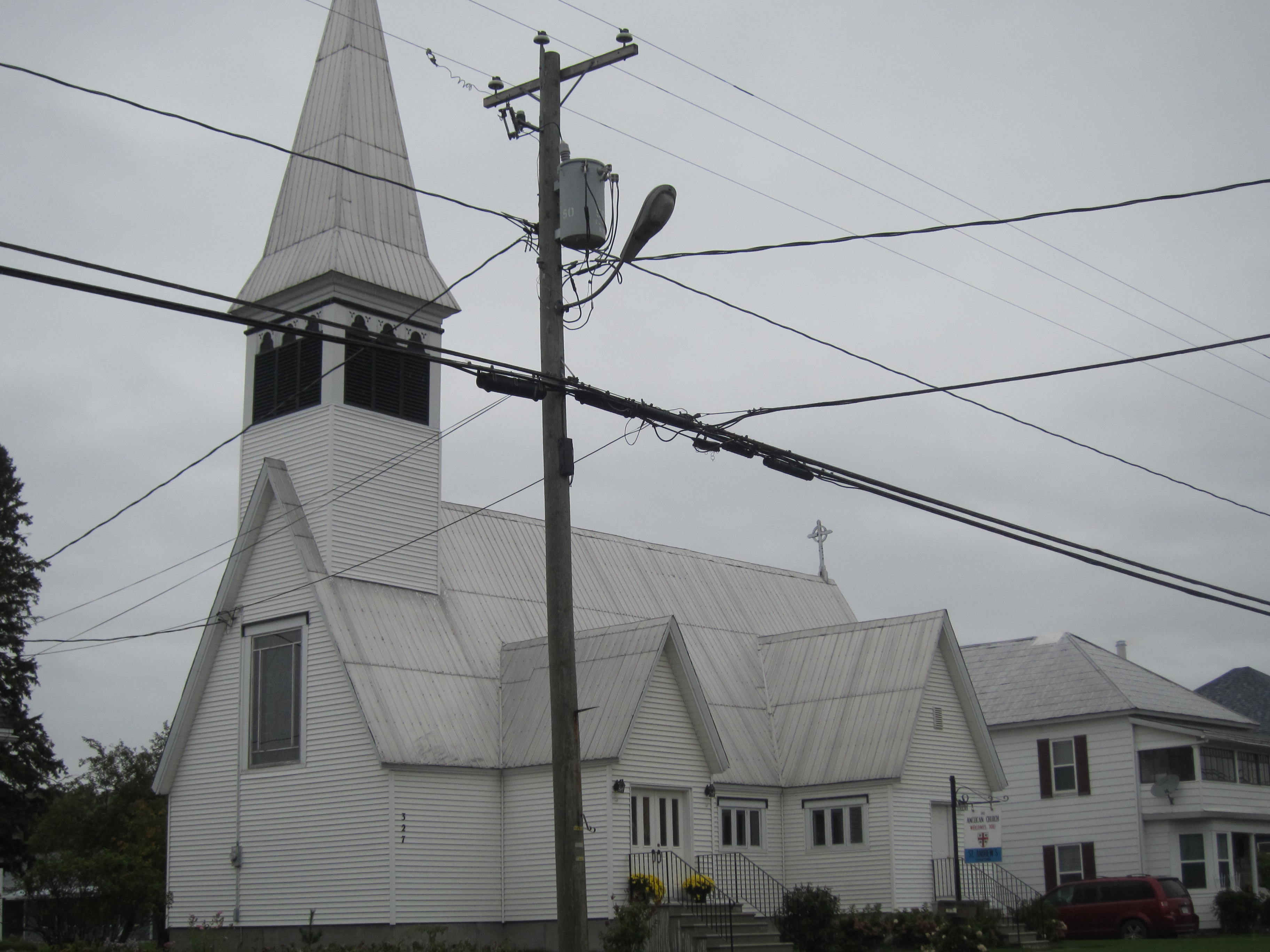
L'église anglicane St. Andrews.

Il y a douze lieux historiques municipaux et un lieu historique provincial à Doaktown.

#### Bruce the Moose
C'est une attraction de bord de route représentant un orignal.

#### Résidence William Russel
La résidence William Russell est reconnue pour son architecture et pour son association avec Benjamin Robinson et William Russell.
La maison William Russell est un exemple d'architecture résidentielle vernaculaire du début du XXe siècle. Ce style est manifeste dans les éléments tels que le toit à pignon, le plan et l'ornementation modeste de la maison. Ce style reflète la vie des ouvriers qui travaillent dans le commerce du bois de construction et représente l'architecture et les périodes économiques de l'époque au cours de laquelle elle a été construite. C'est pour sa mère veuve que Benjamin Robinson a initialement construit la maison en 1900. Robinson était bûcheron et descendant direct du châtelain Robert Doak, éponyme du village. Quoique la maison a été bien construite, l'intérieur est resté par endroits inachevé pendant plusieurs décennies. La résidence est également associée à un résident subséquent de longue date et bûcheron, William Russell.

#### Résidence Akerley Holmes
La résidence Akerley Holmes est reconnue pour son association avec Akerley Holmes, bûcheron, propriétaire d'usine et politicien local réputé. Tout au long de sa vie, Akerly Holmes, descendant d'une famille bien établie dans le village de Doaktown, a joué un rôle actif en politique municipale et provinciale. Il prenait pleinement part à la vie de la collectivité locale et se dévouait à celle de sa paroisse en promouvant l'amélioration continue de son milieu. Après le décès de M. Holmes, dont la vie a été relativement brève, sa résidence est demeurée la propriété de descendants pendant des décennies.

#### Résidence Frank Swim
.

#### Rocher de Bamford
.

#### Magasin Bamford
.

#### Cimetière de l’ancienne chapelle baptiste
.

#### Première école de Doaktown
.

#### Résidence William A. Bamford
.

#### Église méthodiste de la Trinité
.

#### Résidence William R. MacKinnon
.

#### Église catholique romaine Our Lady of Lourdes
.

#### La maison Doak
,.

#### Église anglicane St. Andrews
.

### Musées
Le village compte aussi le Musée du saumon de l'Atlantique. Le Central New Brunswick Woodmen's Museum est situé non loin, à Boiestown dans Upper Miramichi.

### Événements
Le Salmon & Fiddlehead Festival (festival du saumon et des têtes de violons) a lieu à la fin juillet.